# Astrogenes insignata
Astrogenes insignata är en fjärilsart som beskrevs av Alfred Philpott 1930. Astrogenes insignata ingår i släktet Astrogenes och familjen äkta malar. Inga underarter finns listade i Catalogue of Life.